# OnePoint Project
OnePoint Project — программное обеспечение для управления проектами.
Работает как Java-апплет на базе данных MySQL, использует метод
расчета объема освоенных ресурсов для отслеживания выполнения задач.
Программа существует в нескольких вариантах лицензий - open-source под лицензией GPL (последняя версия 10.0, июнь 2010 г.), поддерживаемая сообществом, так и коммерческая (последняя версия имеет номер 10.2).

## Основные функции
- Работа в сети Интернет либо локальной сети
- Построение и редактирование диаграммы Ганта
- Развитые средства управления правами доступа
- Оценка загрузки ресурсов (отображение прогноза загрузки)
- Сохранение и сравнение версий планов-графиков
- Табельный учёт для фиксации затрат трудоёмкости
- Поддержка национальных календарей
- Полная поддержка кодировки UTF-8

## Сфера применения
Разработчик рекомендует систему для малых и средних организаций, ведущих распределённую работу над проектами, но не имеющих бюджета для освоения промышленных систем управления проектами, например, Primavera или Microsoft Project. Для развёртывания и эксплуатации системы нужны только свободные компоненты — MySQL, для web-варианта — дополнительно Apache.
Доступность исходного кода системы делает её применимой для развития и модернизации под собственные задачи.